# 富田愛理
富田 愛理（とみだ あいり、1997年4月15日 - ）は、日本の女子バスケットボール選手である。ポジションはパワーフォワード。

## 来歴
愛知県出身。
桜花学園高校から中部大を経て、2020年、山梨クィーンビーズにアーリーエントリーを経て加入。
2023年4月17日、山梨の退団が発表されたが、5月25日再契約。
2025年、山梨を退団。